# نايت كراي
نايت كراي (بالإنجليزية: NightCry)، هي لعبة فيديو يابانية من نوع رعب البقاء، وهي من تطوير نود ميكر، ومن نشر بلايسم، صدرت اللعبة في المتجر الإلكتروني سنة 2016، وتعمل على منصتي مايكروسوفت ويندوز وبلاي ستيشن فيتا.